# Parohia Morehouse, Louisiana
Parohia Morehouse (în engleză Morehouse Parish) este o parohie (echivalent al unui comitat) din statul Louisiana, Statele Unite ale Americii.

## Demografie
|  | Graficele sunt indisponibile din cauza unor probleme tehnice. Mai multe informații se găsesc la Phabricator și la wiki-ul MediaWiki. |

Date: Wikidata - grafică realizată de Wikipedia